# برنارد كلافيل
برنارد كلافيل (بالفرنسية: Bernard Clavel)‏ ولد في 29 مايو 1923 بلونس لو سونييه، وتوفي 5 أكتوبر 2010 بلاموت سيرفولكس. وهو كاتب فرنسي معروف برواياته.

## روابط خارجية
- برنارد كلافيل على موقع IMDb (الإنجليزية)
- برنارد كلافيل على موقع مونزينجر (الألمانية)
- برنارد كلافيل على موقع قاعدة بيانات الفيلم (الإنجليزية)